# Dragostea nu moare (roman)
Dragostea nu moare (în limba bengali: Na Hanyate, în limba engleză: It Does Not Die) este un roman scris de Maitreyi Devi în anul 1974 ca răspuns la romanul Maitreyi scris de Mircea Eliade (1933).
Romanul este parțial autobiografic și relatează două subiecte principale: relația dintre Eliade și Maitreyi și relația dintre Maitreyi și soțul (familia) acesteia.